# Dmitri Nikolajewitsch Tschernyschenko

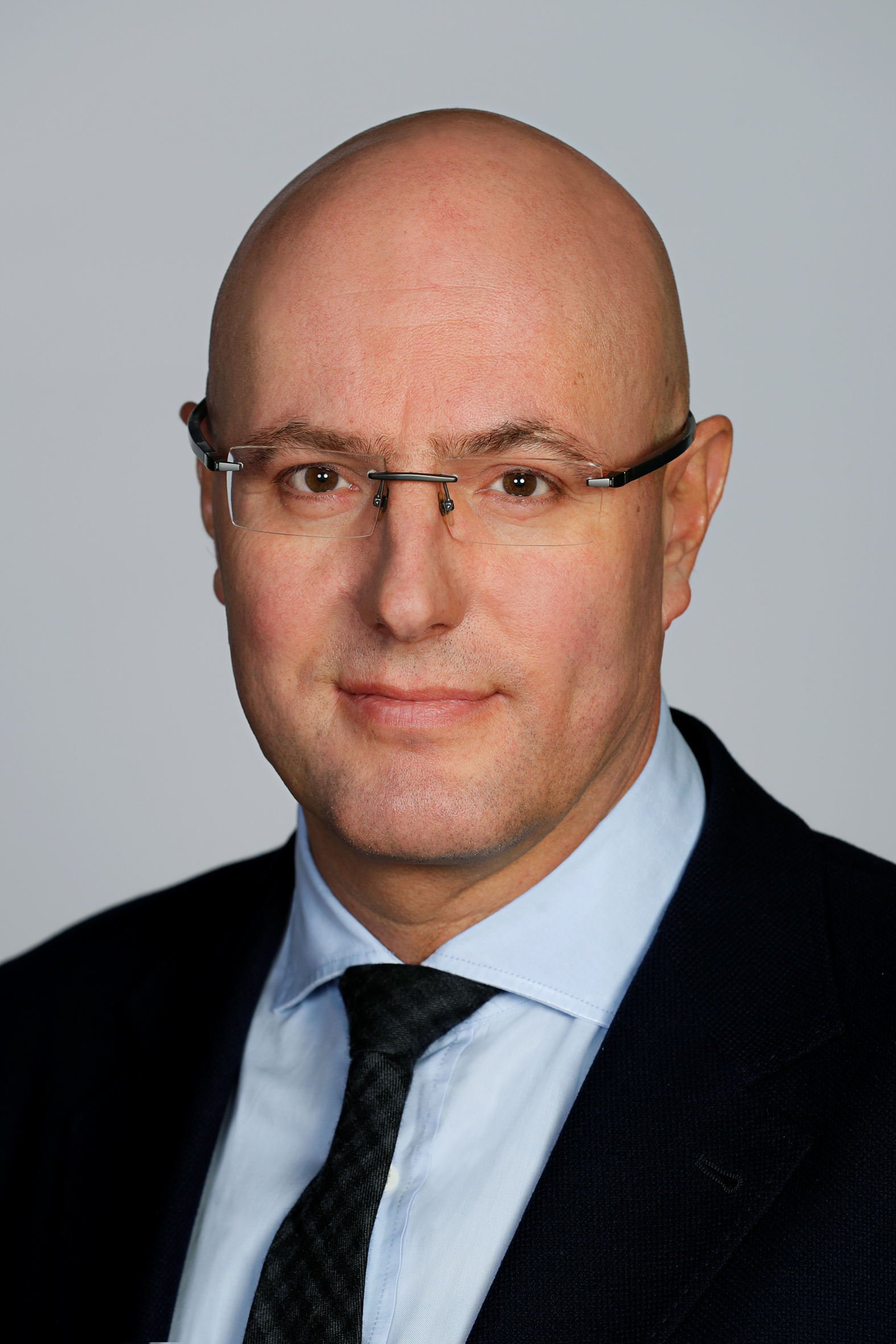
Dmitri Tschernyschenko

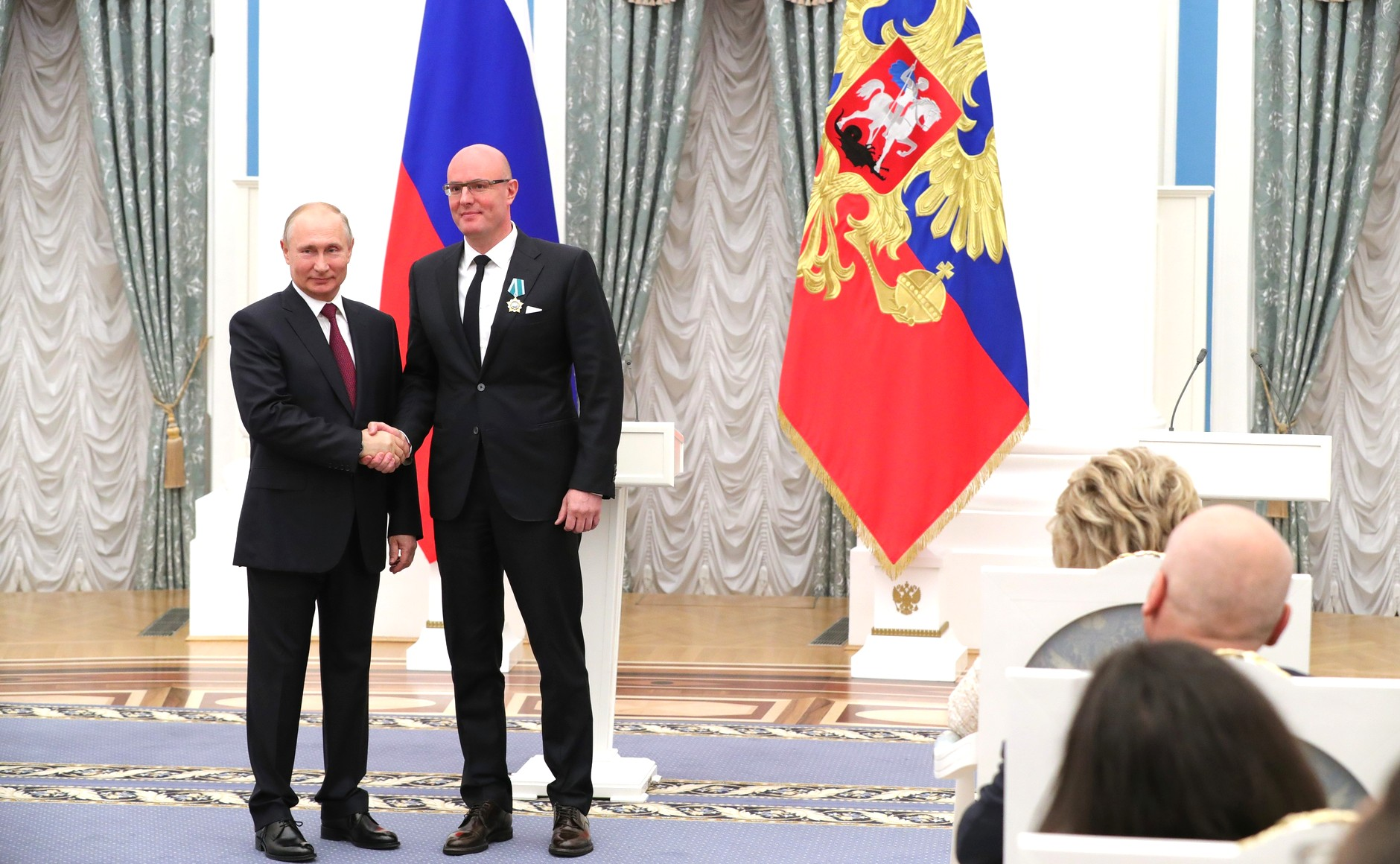
Dmitri Tschernyschenko wurde von Wladimir Putin mit dem Orden der Freundschaft ausgezeichnet.

Dmitri Nikolajewitsch Tschernyschenko (russisch Дмитрий Николаевич Чернышенко; geboren am 20. September 1968 in Saratow, Sowjetunion) ist ein russischer Geschäftsmann und Politiker, Mitglied des Vorstands der russischen Eisenbahnen und seit Dezember 2014 Vorstandsvorsitzender von Gazprom-Media. Von 2020 bis 2021 war er Mitglied des Aufsichtsrats der Sberbank of Russia. Seit 2020 ist er stellvertretender Ministerpräsident Russlands für Tourismus, Sport, Kultur und Kommunikation. 

## Werdegang
Tschernyschenko war Präsident des Organisationskomitees der Olympischen Winterspiele 2014 in Sotschi. Seit dem 27. November 2014 ist er Präsident der Kontinentalen Hockey-Liga (KHL) und ersetzte auf diesem Posten Alexander Medwedew. Wegen seiner Beteiligung am russischen Dopingskandal wurde er vom Internationalen Olympischen Komitee aus der IOC-Koordinationskommission Peking 2022 entfernt.
Am 28. Februar 2022 setzte die Europäische Union ihn im Zusammenhang mit dem Überfall Russlands auf die Ukraine 2022 auf die schwarze Liste und ließ sein Vermögen einfrieren.